# Dalton (Nou Hampshire)
Dalton és una població dels Estats Units a l'estat de Nou Hampshire. Segons el cens del 2000 tenia 927 habitants, 374 habitatges, i 253 famílies. La densitat de població era de 13 habitants per km².